# 조지 러즈

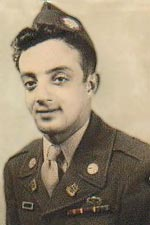
조지 러즈

조지 러즈(George Luz)(1921년 - 1998년)는 미국 육군 101 공수사단 506 낙하산 보병 연대의 2대대였던 이지 중대의 부사관이었다. 텔레비전 미니시리즈《밴드 오브 브라더스》에서 미국 배우 릭 고메즈가 연기하였다.

## 어린 시절
조지 러즈는 1921년 미국 로드 아일랜드 주에서 태어났고 1941년 공수부대에 입대하기 전까지 그 곳에서 성장하였다.

## 제2차 세계 대전 중
조지 러즈는 유머 감각이 풍부하였고 남의 흉내를 잘 내는 재주를 가졌기 때문에 중대의 명물이었다. 영국에서 군사 훈련을 받는 도중 조지 러즈는 이지 중대 지휘관인 허버트 소블에게 연대 참모 호튼 소령의 성대 모사를 했다. 여기에 속은 허버트 소블은 영국 민간인 농부의 울타리를 잘라, 소들을 울타리 밖으로 뿔뿔이 흩어지게 했다.
조지 러즈는 1944년 6월 6일 노르망디에 강하했다. 기행기 내 강하대의 5번째에 있었던 조지 러즈는 자신이 비행기 밖으로 뛰어내리는 일을 결코 하지 못할 것이라고 생각했기 때문에, 더 빨리 강하하기 위해 로이 콥에게 자리를 바꿔 달라고 부탁했다. 그런데 그 자리에 이후 심한 대공포 사격이 가해졌고 로이 콥은 이 부상으로 인해 강하하지 못했다. 이후 러즈는 무전기와 기타 장비가 들어 있는 다리 가방(leg bag)을 바람에 날려버리고 만다. 러즈가 착지 했을 때, 홀로 고립되어 있었고 주위에는 동료도 없었다. 훗날(1998년) 러즈는 산등성이에 줄지어 심어진 나무 뒤에 숨어서 머리를 숙이고 전우들이 추적자들의 총탄이 맞는 것을 바라보고 있었던 일을 기억하기도 하였다.
러즈는 그 다음날 중대에 합류한 뒤 카렝탕 점령을 도왔다. 러즈는 남은 이지 중대원들과 함께 마켓가든 작전의 수행을 위해 네덜란드에 강하하였다. 1944년 크리스마스 전후에, 러즈와 남은 이지 중대원들은 벌지 전투에 참여하였는데, 이 전투에서 러즈는 몇 몇 전우들을 독일군 포격에 의해 잃기도 하였다. 러즈는 힘든 시기에 유머감각을 통해 이지 중대의 사기를 높이기 위해 노력했다는 것을 인정받고 있다.

## 대전 이후
러즈는 전쟁에서 살아남았으며, 고향에 돌아간 뒤 아내 델(Del)과 함께 로드 아일랜드 주 웨스트 워윅(West Warwick)에 정착하였다. 스티븐 앰브로즈의 책 밴드 오브 브라더스에는 조지 러즈가 잡역부가 되었다고 나와 있지만 이것은 사실이 아니다. 러즈의 아들은 러즈가 관리 컨설턴트로 일했다고 밝혔으며, 러즈는 산업 재해로 인해 사망하였다.

## 사망과 장례식
러즈는 1998년 10월 15일 시설 내에서 의류 건조기와 관련된 일을 하다가 사고로 사망하였다. 러즈의 추모식은 장례회관에서 이루어졌는데, 장례회관으로 통하는 길에는 러즈를 존경하는 문상객들의 행렬이 이어졌다. 러즈는 가슴에 훈장을 단 채 묻혔는데, 그가 훈장을 가지고 있었다는 사실은 직계 가족들도 몰랐다.
러즈는 1600명의 조문객이 바라보는 가운데 로드 아일랜드 주 엑서터의 퇴역 군인 묘지에 묻혔다.

## 참고 문헌
- Band of Brothers Message Board
- Wild Bill Guarnere Forums
- Band of Brothers, 506th PIR
- Major Dick Winters' Forums 보관됨 2007-10-20 - 웨이백 머신

## 같이 보기
- 미국 506 낙하산 보병 연대 E 중대
- 《밴드 오브 브라더스》